# Дьяков, Николай Николаевич
Николай Николаевич Дьяков (род. 18 июня 1953, Ленинград) — советский и российский востоковед, специалист в области истории арабских стран и, в частности, стран Магриба. Доктор исторических наук (1995), почётный профессор СПбГУ (2020).

## Биография
Родился 18 июня 1953 года в Ленинграде. В 1976 году окончил восточный факультет Ленинградского государственного университета (ЛГУ). В 1974-75 гг. был стажёром Багдадского университета, в 1979 — Алжирского университета. В 1980 году защитил кандидатскую диссертацию на тему: «Движение младоалжирцев и политическая борьба в Алжире в 1892—1918 гг.». В 1995 году защитил докторскую диссертацию (в форме научного доклада) на тему: «Мусульманские братства Магриба в эпоху иностранной экспансии: (XVI — начало XX века)». Преподаватель восточного факультета ЛГУ / СПбГУ с 1976 года, профессор с 1996 года. Заведующий кафедрой стран Ближнего Востока с 1990 года. Заведующий курсами Советского культурного центра в Рабате (Марокко, 1985—1988). Лектор Сорбонны (Париж, 1993). Профессор университета Алькаладе-Энарес (Испания, 2002—2003). Принимал участие в работе Общества востоковедов России, Русского Географического общества (РГО), Императорского Православного Палестинского Общества (ИППО), Европейского союза арабистов и исламоведов (U.E.A.I.). Издано более ста работ.

## Монографии
- Младоалжирцы и антиколониальная борьба в Алжире на рубеже XIX—XX вв. Монография. «Наука». М., 1985.
- Марокко. История, культура, религия // Монография. Изд. СПбГУ. СПб., 1993.
- Мусульманский Магриб. Шерифы, тарикаты, марабуты в истории Северной Африки. Средние века, новое время. Монография. Изд. СПбГУ, 2008. 346 с. 20 п.л.
- Россия и страны Магриба: историко-культурные контакты в Новое время // Россия и Восток. Феноменология взаимодействия и идентификации в Новое время. Коллективная монография. Под ред. Н. Н. Дьякова, Н. А. Самойлова. СПб., НП-Принт, 2011. С. 176—203.
- Магриб-Машрик-Россия. Материалы по историографии и истории арабского мира. СПб., 2014. 560 с.

## Учебные пособия
- Арабо-исламская цивилизация. // Обществознание. Пособие для абитуриентов. 1-3 изд. СПбГУ, 2006, 2007, 2008.
- Россия и Ближний Восток (Турция и арабские страны) в Новое и Новейшее время // СПб., Art Xpress, 2014. 148 c. Учебное пособие. Соавтор: К. А. Жуков.